# Saint-Préjet-Armandon

Saint-Préjet-Armandon este o comună în departamentul Haute-Loire, Franța. În 2009 avea o populație de 109 de locuitori.